# Gotthard Lerch
Gotthard Lerch (* 21. Dezember 1942 in Oberschlesien) ist ein deutscher Ingenieur. 
Internationalen Ermittlern zufolge soll er Mitglied in dem Atomschmuggel-Netzwerk des pakistanischen Wissenschaftlers Abdul Kadir Khan gewesen sein. Lerch soll zwischen 2001 und 2003 an der Entwicklung des libyschen Atomwaffenprogramms mitgewirkt haben.

## Ausbildung
Gotthard Lerch studierte Maschinenbau und arbeitete anschließend bei Dornier. Dort erwarb er Kenntnisse zum Bau von Gas-Ultrazentrifugen, die auch zur Uran-Anreicherung verwendet werden. Nach seiner Ausbildung zum Maschinenbau-Ingenieur am Balthasar-Neumann-Polytechnikum in Würzburg 1966 arbeitete er beim Flugzeugbauer Dornier im Schall-Labor. 1968 und 1969 war er Versuchsingenieur für Schwingungstechnik bei Dornier.
1971 wechselte Lerch als Bereichsleiter zum Anlagenbauer Leybold-Heraeus (LH) nach Hanau. Durch sein profundes Wissen über Vakuum-Technologie machte er schnell Karriere. Am 12. März 1973 erhielt er Handlungsvollmacht von LH. Am 1. September 1973 wurde er Projektleiter. Ab 1974 war Gotthard Lerch bei LH mit Akquise und Kontaktpflege betraut, anschließend wurde er Leiter des Profit-Centers. 1981 erhielt er Gesamtprokura bei LH. 1982 wurde Lerch Leiter des Geschäftsbereichs „Große Metallurgie und chemische Verfahrenstechnik“. Am 31. Dezember 1985 schied er auf eigenen Wunsch bei LH aus und siedelte nach Grabs in die Schweiz über. In der Schweiz gründete Gotthard Lerch die „Apparate, Verfahren und Engineering AG“ (AVE) mit Sitz in Buchs.

## Prozesse
Zwischen 1990 und 1992 musste sich Gotthard Lerch wegen Verstößen gegen das Außenwirtschaftsgesetz und das Kriegswaffenkontrollgesetz vor dem Landgericht Köln verantworten. Ihm wurde vorgeworfen, Lieferungen für das internationale Beschaffungsnetzwerk des pakistanischen Atomwissenschaftlers Dr. Abdul Kadir Khan organisiert, bzw. durchgeführt zu haben. Er wurde aus Mangel an Beweisen freigesprochen. Einige Vorwürfe waren verjährt, zudem kamen die Schweizer Behörden dem Rechtshilfeersuchen des Landgerichts Köln nicht nach.
Im Oktober 2004 wurde er aufgrund eines internationalen Haftbefehls des deutschen Generalbundesanwalts an seinem Wohnort im Schweizerischen Rheintal-Ort Grabs festgenommen. Die deutsche Bundesanwaltschaft ermittelte seit Juni 2004 gegen Gotthard Lerch unter anderem wegen des Verdachts des Landesverrats. Dieser Vorwurf wurde anschließend fallengelassen, um Lerchs Auslieferung nach Deutschland zu ermöglichen.
Am 17. März 2006 begann der Prozess gegen Lerch vor dem Landgericht Mannheim. Die Staatsanwaltschaft legte ihm Verstöße gegen das Außenwirtschaftsgesetz und das Kriegswaffenkontrollgesetz zur Last. Es wurde behauptet Lerch sei als eine Art „Projektleiter“ für das libysche Atomwaffenprogramm des Revolutionsführers Muammar al-Gaddafi tätig gewesen. Laut Anklage soll Lerch mit Hilfe von Hintermännern ein Verrohrungssystem für eine Gas-Ultrazentrifugen-Anlage geplant haben. Damit lässt sich Uran waffenfähig anreichern. Am 26. Juli 2006 platzte das Mannheimer Verfahren gegen Lerch. Gründe hierfür waren unbeantwortete Rechtshilfeersuchen aus dem Ausland sowie die Zurückhaltung von Ermittlungsakten.
Am 31. Oktober 2007 entschied das Oberlandesgericht Stuttgart, das Verfahren gegen Lerch zu übernehmen. Die Anklage wird von der Bundesanwaltschaft vertreten. Lerch schwieg im Mannheimer Verfahren zu den Vorwürfen. Seine Rechtsanwälte versuchten stattdessen, ihren Mandanten als Opfer einer internationalen Verschwörung von Regierungen und Geheimdiensten darzustellen. Am 5. Juni 2008 begann die Neuauflage des Verfahrens vor dem Stuttgarter Oberlandesgericht. Völlig überraschend legte Lerch ein Geständnis ab. Dem war eine Absprache zwischen seinen Verteidigern und der Bundesanwaltschaft vorausgegangen. Am 16. Oktober 2008 wurde Lerch zu einer Freiheitsstrafe von fünf Jahren und sechs Monaten verurteilt. Die Haftstrafe musste er nicht antreten, da ihm seine lange Untersuchungshaft sowie die Beeinträchtigung durch die internationale Berichterstattung angerechnet wurden. Lerch kehrte als freier Mann ins schweizerische Grabs zurück.

### Bücher
- Egmont R. Koch: „Atomwaffen für Al Qaida. ‚Dr. No‘ und das Netzwerk des Terrors“, Aufbau Verlag 2005
- Douglas Louis Collins: „The Nuclear Jihadist: The True Story of the Man Who Sold the World's Most Dangerous Secrets...and How We Could Have Stopped Him“, Twelve 2007
- Egmond R. Koch: „Grenzenlose Geschäfte“, Verlag: Droemer Knaur (1992)

### Artikel
- Steve Coll: „The Atomic Emporium“, The New Yorker, 7. August 2006
- Egmont R. Koch: „Der Physiker der Mullahs“, Frankfurter Rundschau, 18. Januar 2007
- Wolfgang Frey und Martin Hähnlein: „Ein Mann für strahlende Geschäfte“, Wirtschaft Regional, 9. Dezember 2006 (PDF)
- Thomas Scheuer: „Heikle Kettenreaktion“, FOCUS, 3. Dezember 2007
- Wolfgang Frey: „Richter lässt Prozess platzen“, SPIEGEL ONLINE, 26. Juli 2006

### Pressemitteilungen
- Oberlandesgericht Stuttgart, 16. Oktober 2008
- Bundesanwaltschaft, 16. November 2004
- Oberlandesgericht Stuttgart, 14. November 2007

| Personendaten    | Personendaten       |
| ---------------- | ------------------- |
| NAME             | Lerch, Gotthard     |
| KURZBESCHREIBUNG | deutscher Ingenieur |
| GEBURTSDATUM     | 21. Dezember 1942   |
| GEBURTSORT       | Oberschlesien       |